# Język imonda
Język imonda – język papuaski używany w prowincji Sandaun w Papui-Nowej Gwinei, w dystrykcie Amanab. Według danych z 1994 roku mówi nim 250 osób.
Należy do rodziny języków granicznych, łączącej szereg języków używanych na pograniczu Indonezji i Papui-Nowej Gwinei.
Donald Laycock opisał go jako dialekt języka waris, jednakże oba języki nie są wzajemnie zrozumiałe, a społeczności Imonda i Waris mają odrębną tożsamość językową.
Wszyscy jego użytkownicy posługują się również tok pisin, a w pewnym zakresie znany jest także język malajski. W latach 80. XX wieku odnotowano, że znajomość malajskiego występuje przede wszystkim wśród starszego pokolenia. Na poziomie słownictwa zaznaczyły się wpływy obu tych języków; niektóre zapożyczenia z tok pisin konkurują z wyrazami malajskimi . Wiele osób ze społeczności Imonda zna też waris.
Sporządzono opis jego gramatyki (1985) .